# Cecil Mallaby Firth
Cecil Mallaby Firth (Ashburton, 1878 - Londen, 1931) was een Britse egyptoloog.
Firth werd op 14 augustus 1878 in Ashburton in Devon gedoopt, als de zoon van Henry Mallaby Firth, gent., en Frances Caunter.
Hij werd advocaat, en na een korte tijd op Cyprus te hebben gewerkt, vertrok hij naar de Service des antiquités in Egypte, een organisatie die werd geleid door Franse geleerden om de illegale handel in Egyptische kunstvoorwerpen te bestrijden. Firth werkte van 1907 tot 1911 aan het eerste archeologische onderzoek in Nubië. In 1912 richtte hij het Aswan Museum op. Hij werd inspecteur van oudheden in Saqqara en begon daar het complex van Djoser's piramide te verkennen. In 1924 vond hij daar de serdab van Djoser, die zich nu in het Egyptisch Museum in Caïro bevindt.
Firth werkte later samen met James E. Quibell en vervolgens met Jean-Philippe Lauer bij diens aankomst op de site in 1926.
In 1928 en 1929 begon Firth met de opening van het grafcomplex van Oeserkaf, de eerste koning van de 5e dynastie, en dat van een kleine piramide net zuidelijk daarvan, toegewezen aan diens echtgenote Neferhetepes. Begin 1930 werkte hij aan de zogenaamde Headless Pyramid, in de overtuiging dat het een piramide was van een koning uit de eerste tussenperiode. De piramide werd later toegeschreven aan farao Menkaoehor van de 5e dynastie.
In 1931 werkte Firth aan het vrijleggen van de archaïsche graven van Saqqara, maar hij liep longontsteking op tijdens zijn verlof in Engeland, wat resulteerde in zijn vroegtijdige dood.
Firth was getrouwd met Winifred (Freda) Nest Firth (geboren Hansard, 1871-1937), schilder en kopieerder.
- Gemeinsame Normdatei: 129849448
- International Standard Name Identifier: 0000 0000 7263 0846
- Library of Congress Control Number: n2007001687
- Nationale Bibliotheek van Israël: 987007583270205171
- Nederlandse Thesaurus van Auteursnamen: 153604980
- LIBRIS: 329175
- SNAC: w66z2xxc
- Système universitaire de documentation: 143078283
- Virtual International Authority File: 52779630
- WorldCat: E39PBJgmKYYYvMyXgbJbRYFVG3